# Новотроїцьке (Федоровський район)
Новотро́їцьке (рос. Новотроицкое, башк. Яңы Троицкий) — присілок у складі Федоровського району Башкортостану, Росія. Входить до складу Дідовської сільської ради.
Населення — 37 осіб (2010; 47 в 2002).
Національний склад:
- росіяни — 79%